# 浅見紘子
浅見 紘子（あさみ ひろこ、Hiroko Asami、1985年2月19日 - ）は、東京都武蔵野市吉祥寺出身のバレエダンサー、ヨガインストラクター、ASAMI INTERNATIONAL STUDIO代表。

## 略歴
1991年 6歳より大塚礼子バレエスタジオにてバレエを始める。
1999年 パリ・オペラ座バレエ学校へ留学した後、2001年から2003年まで下村由理恵バレエアンサンブルに所属する。
2004年から2005年までの間、クラシックのみならずコンテンポラリーを踊るなど、フリーのダンサーとして活動する。

2006年よりドレスデン国立歌劇場バレエ団（ゼンパー・オーパー）に入団し、ウィリアム・フォーサイス、イリ・キリアン、ジョージ・バランシン、ジョン・ノイマイヤー作品等ソリストとて活躍。
2011年 キール州立劇場バレエ団にソリストとして移籍。
2013年 マインツ州立劇場バレエ団に移籍し、主役を務める。
2016年10月 IYC ケンハラクマ アシュタンガヨガ指導者資格取得後、ヨガインストラクターとして活躍。
2017年4月 ASAMI INTERNATIONAL STUDIO設立。

## 主な受賞歴
- 1999年 パリ・ショソンドール国際コンクール（フランス） グランプリ受賞（コンクール最年少記録、日本人初受賞）
- 2001年 ユース・アメリカ・グランプリ・コンクール（アメリカ）シニア部 審査員特別優秀賞
- 2002年 東京新聞主催全国舞踊コンクール ジュニア部 1位
- 2003年 東京新聞主催全国舞踊コンクール パ・ド・ドゥ部 1位

## レパートリー
- ジョン・ノイマイヤー振付 「幻想〜白鳥の湖のように」、「真夏の夜の夢」、「くるみ割り人形」
- ウィリアム・フォーサイス振付 「セカンド・ディテール」、 「エネミー・イン・ザ・フィグラ」、「アーティファクト」
- ジョージ・バランシン振付 「テーマとヴァリエーション」「ダイアモンド」「ルビー」「エメラルド」
- セルゲイ・ディアギレフ振付 「火の鳥」「ペトルーシュカ」
- アーロン・ワトキン振付 「眠りの森の美女」「バヤデール」「白鳥の湖」

## 人物
- 学校法人武蔵野東学園に幼稚園から中学校まで通う。